# Prace Duże-Kolonia
Prace Duże-Kolonia (prononciation : [ˈprat͡sɛ ˈduʐɛ kɔˈlɔɲa]) est un village polonais de la gmina de Tarczyn dans le powiat de Piaseczno de la voïvodie de Mazovie dans le centre-est de la Pologne.

## Histoire
De 1975 à 1998, le village appartenait administrativement à la voïvodie de Varsovie.